# Thomas Ouwejan
Thomas Ouwejan (* 30. September 1996 in Alkmaar, Niederlande) ist ein niederländischer Fußballspieler. Zurzeit steht er beim NEC Nijmegen unter Vertrag. Er kann als linker Außenverteidiger, aber auch im linken Mittelfeld eingesetzt werden.

## Vereinskarriere

### Anfänge in den Niederlanden
Geboren in Alkmaar, einer nördlich von Amsterdam gelegenen Stadt zwischen der Nordsee und dem IJsselmeer, trat Ouwejan als Kind der Sportvereniging De Foresters, kurz SV De Foresters, im nahegelegenen Heiloo bei, bevor er in die Fußballschule von AZ Alkmaar wechselte. Am 10. Dezember 2015 gab er im Alter von 19 Jahren beim 2:2-Unentschieden im Gruppenspiel in der UEFA Europa League bei Athletic Bilbao sein Profidebüt. Drei Tage später folgte Ouwejans Einstand in der Eredivisie beim 1:2 im Auswärtsspiel bei PEC Zwolle. Im Punktspielbetrieb hatte er in der Saison 2015/16 lediglich drei Partien absolviert. Der Durchbruch gelang Thomas Ouwejan in der Saison 2017/18, als er sich einen Stammplatz als linker Außenverteidiger erarbeitete. Zum Saisonende wurde AZ Alkmaar Dritter und qualifizierte sich somit für die zweite Qualifikationsrunde zur UEFA Europa League, wo der Verein gegen den kasachischen Vertreter FK Qairat Almaty ausschied. Sowohl in der genannten Spielzeit als auch eine Saison vorher erreichte der Verein im KNVB-Beker das Finale und in beiden Fällen endete das Endspiel mit einer Niederlage aus Sicht von AZ Alkmaar (2017 gegen Vitesse Arnheim und 2018 gegen Feyenoord Rotterdam).

### Udinese Calcio
Nachdem er in der Saison 2019/20 nur auf 10 Erstliga-Einsätze gekommen war und dies überwiegend als Einwechselspieler, wurde Ouwejan zur Saison 2020/21 in die italienische Serie A an Udinese Calcio verliehen. Er bestritt sein Ligadebüt am 27. September 2020 gegen Hellas Verona, als er in der 62. Minute für Marvin Zeegelaar eingewechselt wurde. In Italien wurde er überwiegend im linken Mittelfeld (Wingback) eingesetzt. Bei der 0:1-Niederlage gegen die AS Rom absolvierte er erstmals ein Spiel über 90 Minuten. Am 4. Spieltag gegen Parma Calcio bereitete er beim 3:2-Sieg erstmals ein Tor vor. Im November fiel er aufgrund einer Verletzung für den Rest der Hinrunde aus und bestritt erst im Januar 2021 sein nächstes Pflichtspiel. In der Folge konnte er sich nicht mehr in die Mannschaft spielen und kam nur noch zu wenigen Kurzeinsätzen. Im Rückspiel gegen Parma Calcio konnte er erneut ein Tor vorbereiten. Insgesamt fiel er zwischenzeitlich zweimal wegen längerwieriger Verletzungen aus. Er kam auf 15 Ligaeinsätze, in denen er zwei Tore vorbereitete.

### FC Schalke 04
Zur Saison 2021/22 wurde Ouwejan an den Bundesliga-Absteiger FC Schalke 04 verliehen. Dort erhielt er das Trikot mit der Rückennummer 2. In der Zweitligasaison 2021/22 spielte er 28-mal in der Liga für Schalke.
Zur Saison 2022/23 erwarb der FC Schalke schließlich die Transferrechte an Ouwejan, der einen neuen Vertrag bis zum 30. Juni 2024 unterschrieb.  In der ersten Bundesliga zog er sich am 12. Spieltag eine langwierige Innenbandverletzung zu, später gefolgt von mehrwöchigen Adduktorenbeschwerden, und kam danach nur noch als Einwechselspieler zum Zuge.

### NEC Nijmegen
Im August 2024 wechselte er zum NEC Nijmegen zurück in seine niederländische Heimat und unterschrieb dort einen Vertrag bis 2027.

## Nationalmannschaft
Ouwejan absolvierte fünf Einsätze für die niederländische U17-Nationalmannschaft und nahm mit der U19 an der U19-Europameisterschaft 2015 in Griechenland teil. Dabei kam er in allen drei Partien seiner Mannschaft zum Einsatz und schied nach der Gruppenphase aus. Diese Partien waren auch die einzigen von Ouwejan für diese Altersklasse. Daraufhin kam er achtmal für die U20-Auswahl zum Einsatz und gab am 15. November 2016 im EM-Qualifikationsspiel in Doetinchem gegen Portugal sein Debüt für die niederländische U21-Nationalmannschaft.

## Spielweise
Der Linksfuß Ouwejan glänzt durch präzise Flanken und schlägt gefährliche Standards. Daneben zeichnet er sich durch gefährliche Offensivläufe aus. Schalkes Sportdirektor Rouven Schröder stellte ihn als „jungen, dynamischen Spieler“ vor. Kontrovers wird dagegen Ouwejans Defensivarbeit gesehen. So kritisierte Landsmann Johan de Kock seine Leistungen nach einem Spiel gegen den FC Erzgebirge Aue und befand außerdem, dass er in einer klassischen Viererkette seiner Offensivstärke beraubt werde.

## Erfolge
- Meister der 2. Bundesliga und Aufstieg in die Bundesliga: 2022